# Project Mohole

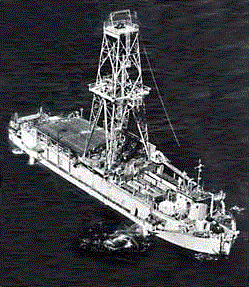
Bohrplattform CUSS I

Project Mohole (Abkürzung für Mohorovičić-Diskontinuität, verschmolzen mit engl. hole = Loch) war ein von der National Science Foundation getragenes Forschungsprogramm, das ein Durchdringen der Erdkruste mittels Tiefbohrungen zum Ziel hatte. Das Projekt wurde 1957 von Walter Munk und Harry Hammond Hess initiiert, mit dem Ziel, Informationen über das Alter der Erde, ihren Aufbau und innere Prozesse sowie eine Bestätigung des derzeit diskutierten Plattentektonik-Modells (nach Alfred Wegener) zu erhalten.
1961 wurden in der Phase 1 Bohrungen vor der mexikanischen Pazifikküste, etwa 75 Kilometer westlich der Insel Guadelupe, durchgeführt. Vom Bohrschiff CUSS I aus wurde in 3500 m Meerestiefe allerdings nur 183 Meter in die kilometerdicke Erdkruste vorgedrungen. Weitere Bohrungen fanden nicht statt. 1966 wurde das Projekt beendet, ohne sein Ziel erreicht zu haben. Trotz des frühen Projektendes konnte die prinzipielle technische Machbarkeit einer Tiefbohrung in den Erdmantel gezeigt werden. Nachfolger von Project Mohole war das 1968 gestartete Deep Sea Drilling Project (DSDP).